# (38506) 1999 TB192
1999 TB192 (asteroide 38506) é um asteroide da cintura principal. Possui uma excentricidade de 0.09979730 e uma inclinação de 9.27220º.
Este asteroide foi descoberto no dia 12 de outubro de 1999 por LINEAR em Socorro.